# Frank Musgrave Mills
Pour les articles homonymes, voir Mills.

a Compétitions nationales et continentales officielles uniquement.

b Matchs officiels uniquement.
Frank Musgrave Mills, né en 1871 à Gloucester et mort le 18 février 1925 à Porthcawl, est un joueur de rugby à XV gallois. Il évolue au poste d'avant pour le pays de Galles et les clubs de Cardiff et Swansea; Frank Mills dispute treize matchs avec l'équipe du pays de Galles. Il participe au premier tournoi britannique remporté par le pays de Galles en obtenant une triple couronne.

## Carrière
Mills joue d'abord pour le club de Mountain Ash, il le quitte pour rejoindre un club plus prestigieux Swansea en 1892. Lors de sa première saison avec son nouveau club, il honore sa première cape internationale quand il est retenu pour disputer le tournoi britannique en 1892, intégrant le pack d'avants avec d'autres novices, Wallace Watts et Arthur Boucher. Si Watts et Boucher sont des joueurs de Newport, l'équipe du capitaine Arthur Gould, la carrière internationale de Mills est assez liée à la leur ; il dispute 11 matchs avec Boucher et 12 avec Watts.
Les résultats de sa première campagne avec le pays de Galles ne sont pas brillants. Mills dispute les trois rencontres du championnat pour trois défaites. Et les défaites sont nettes : 17-0 (quatre essais à rien) contre l'Angleterre, 7-2 (deux essais à un) contre l'Écosse et 9-0 (trois essais à rien) contre l'Irlande. Et pourtant, les sélectionneurs gardent confiance dans l'équipe et particulièrement les avants, avec de bons résultats lors du Tournoi britannique 1993. Les joueurs du XV du chardon remportent pour la première fois le championnat, tout en réussissant également la triple couronne sous le capitanat d'Arthur Gould. Mills dispute les trois matchs, dans un pack reconnu pour son poids, sa force et ses qualités tactiques en mêlée. Mills est reconduit pour le Tournoi britannique 1994. Les résultats du champion en titre sont nettement moins bons avec deux défaites concédées pour une seule victoire. À la fin de la saison 1894, Mills est retenu au moins une fois pour jouer avec Glamorgan en compagnie de son coéquipier Billy Bancroft. 
La saison suivante, Mills quitte les Blancs de Swansea pour les Bleus de Cardiff, tout en conservant son poste en sélection nationale. Il dispute les trois matchs du Tournoi britannique 1995. Il connaît sa dernière sélection lors du match d'ouverture du Tournoi britannique 1996, qui voit l'Angleterre s'imposer en inscrivant sept essais pour un score final de 25-0. Cette déroute est en partie imputable au mauvais sort car Owen Badger se fracture la clavicule et quitte ses coéquipiers dans le premier quart d'heure, les laissant terminer le match à quatorze,. Les sélectionneurs du pays de Galles changent cinq joueurs dans le pack d'avants lors du match suivant. Mills n'a plus l'opportunité de jouer avec le pays de Galles.

## Palmarès
- Vainqueur de la Triple couronne en 1893

## Statistiques en équipe nationale
Frank Mills dispute treize matchs consécutifs avec l'équipe du pays de Galles. Il participe au premier tournoi britannique remporté par le pays de Galles en obtenant une triple couronne en 1893.
| Année | Compétition         | Matchs | Points | Essais |
| 1892  | Tournoi britannique | 3      | -      | -      |
| 1893  | Tournoi britannique | 3      | -      | -      |
| 1894  | Tournoi britannique | 3      | -      | -      |
| 1895  | Tournoi britannique | 3      | -      | -      |
| 1896  | Tournoi britannique | 1      | -      | -      |
| Total | Total               | 13     | -      | -      |